# Solanum chiquidenum
Solanum chiquidenum är en potatisväxtart som beskrevs av Carlos M. Ochoa. Solanum chiquidenum ingår i släktet skattor som ingår i familjen potatisväxter. Inga underarter finns listade i Catalogue of Life.